# نوک‌سربالای بولیوی
نوک‌سربالای بولیوی (نام علمی: Syndactyla striata) یک گونه پرنده در زیرتیرهٔ Furnariinae از تیرهٔ تنورمرغان (Furnariidae) است. در بولیوی و پرو یافت می‌شود.